# 林葵
林葵（？—？），中國清朝武官官員，本籍福建。林葵本為鄭氏王朝水師將領，於1684年（康熙23年）投清後，於台灣地區擔任台灣水師協副將。而隸屬台灣鎮之下的此官職是台灣清治時期中的這階段，全台灣的海防軍事層級最高武將，其統帥三營兵力，約數千名水師兵勇。
| 前任： 無（首任） | 台灣水師協副將 1684年上任 | 繼任： 李日程 |